# Ion Draica
Ion Draica, född den 5 januari 1958 i Constanța, Rumänien, är en rumänsk brottare som tog OS-guld i mellanviktsbrottning i den grekisk-romerska klassen 1984 i Los Angeles.